# Rhaphidorrhynchium rueckeri
Rhaphidorrhynchium rueckeri là một loài Rêu trong họ Sematophyllaceae. Loài này được (Herzog) Broth. miêu tả khoa học đầu tiên năm 1925.